# 全球災難危機

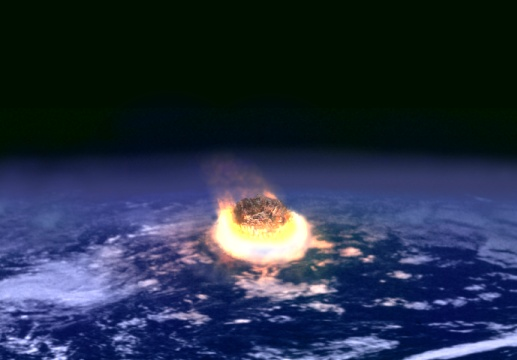
小行星撞擊事件的艺术想象。有人猜测一颗小行星可能曾以十亿颗原子弹的强度袭击了地球并导致了白垩纪－第三纪灭绝事件。

全球災難危機（英語：Global catastrophic risk）是一個假設人類於未來將遭逢全球災難性的事件，導致現代文明毀滅、倒退或衰落的概念，又稱為世界末日。而任何能讓人類滅絕或永久減損人類發展性的事件，都可稱為人類的生存危機。
潛在的全球災難危機包括各種天災與人禍。其中，天災包括小行星撞擊、超級火山爆發、伽瑪射線暴、氣候變遷、磁暴、瘟疫發生或是全球的電子設備被摧毀等；甚至是外星生命入侵地球，這些事件都可能導致人類滅絕。
另外，隨著人類科技發展，例如：人工智慧叛變、生物技術危機、奈米科技武器等諸多新科技也都可能引發技術危機。而無能的全球治理政策則可能導致人類社會、政治、經濟等全球系統出現危機，例如：第三次世界大戰爆發，帶來核子大屠殺、生物恐怖主義、網路恐怖主義，摧毀各種維生管線（如輸電網絡），同時毀壞人類文明。全球暖化、環境退化、人口過剩等環境、氣候危機，則因全球生態環境系統崩壞而出現，帶來物種滅絕與饑荒。
在经济学中，概率极低但对全球经济具有灾难性后果的事件被称为欧米伽风险（Omega风险）。欧米伽风险是指某事件在十年内导致全球国内生产总值（GDP）下降超过50%的风险。欧米伽风险具有两个关键特征：时间框架和经济影响。首先，一个事件必须有可能使全球GDP下降超过50%。其次，GDP的下降应在从影响到结果的10年内发生。因此，我们排除像低生育率引起的人口危机这样的事件，尽管它们可能导致GDP下降（但这种下降不是突然的）。该定义强调经济后果，并允许对这一类别的灾难性风险进行精确分类。

## 可能性
一些風險是基於地球過去發生的現象並留下地質記錄所致。結合當代觀察，可以對此類事件將來發生的可能性進行估算。例如，據估計2100年之前發生一次滅絕級彗星或小行星撞擊事件的機率為百萬分之一。超級火山是另一個例子。有幾種已知的超級火山，包括多巴山。依據多峇巨災理論，該火山在上一次噴發時幾乎消滅了人類。地質記錄表明，這種特殊的超級火山大約每50,000年爆發一次。
2008年，在牛津大學舉行的全球巨災風險會議上，針對不同全球巨災風險的專家進行的非正式調查顯示：到2100年，人類滅絕的可能性為19％。大會報告警告說，研究結果並不意味著要承擔所有重大風險，也不包括氣候變化之類的結果，並且該結果可能反映了會議參與者的許多認知偏見。
| 風險類別             | 2100年之前 人類滅絕估計概率 |
| -------------------- | --------------------------- |
| 總體機率             | 19%                         |
| 分子納米技術武器     | 5%                          |
| 超級智能AI           | 5%                          |
| 所有戰爭（包括內戰） | 4%                          |
| 人造瘟疫             | 2%                          |
| 核戰爭               | 1%                          |
| 納米技術事故         | 0.5%                        |
| 自然瘟疫             | 0.05%                       |
| 核恐怖主義           | 0.03%                       |
表格來源：人類未來研究所，2008年。

## 潛在的風險來源

### 人為因素
劍橋大學的「劍橋計劃」指出：對人類的“最大威脅”是人為的；它們是人工智慧、全球暖化、核子戰爭和有害生物技術。牛津大學人類未來研究所還指出：人類滅絕更可能是由於人為原因而不是自然原因造成的。

#### 人工智慧
在未來，學習迅速成為超級智能的計算機可能會採取無法預料的動作，或者機器人將在人類的競爭中勝出（一種技術奇點的情況）。由於其卓越的調度能力和組織能力以及可開發的新技術範圍，第一個出現的地球超級智能可能會迅速變得無與倫比：可以想像，它將能夠帶來幾乎任何可能的結果，並且能夠幾乎可以阻止任何可能阻止其實現目標的嘗試。如果它選擇，它可以消除任何其他具有挑戰性的競爭對手的智慧；或者，它可能操縱或說服人們改變自己的行為以符合它自己的利益，或者可能只是阻礙他們進行干預的嘗試。在Bostrom的書《超級智能：路徑、危險、策略》中，他將其定義為控制問題。物理學家斯蒂芬·霍金、微軟創始人比爾·蓋茨和SpaceX創始人埃隆·馬斯克都回應了這些擔憂，霍金將這種人工智能理論推向了現實。可能“預示著人類的滅亡”。

#### 生物技術
生物技術可能以生物工程生物（病毒、細菌、真菌、植物或動物）的形式構成全球性的災難性風險。在許多情況下，該生物體將是人類、牲畜、農作物或我們依賴的其他生物體（例如傳粉媒介或腸道菌群）的病原體。

#### 網路攻擊
網路攻擊有可能破壞從個人數據到電網的所有事物。前瞻性研究所的聯合創始人兼前任總裁克里斯蒂娜·彼得森認為，對電網的網絡攻擊可能會帶來災難性的風險。

#### 環境災難
當前人口過剩，經濟發展和不可持續農業的趨勢可能引發環境或生態災難，例如世界作物歉收和生態系統服務崩潰。

#### 實驗技術事故
尼克·博斯特倫認為，在追求知識時，人類可能會無意中創造出一種可以摧毀地球和太陽系的裝置。核物理和高能物理的研究可能會導致異常情況，並帶來災難性後果。例如，科學家曾經擔心第一次核試驗會點燃大氣。其他人擔心，RHIC 或大型強子對撞機可能引發包括黑洞、奇異夸克團或虛假真空狀態的連鎖反應全球災難。這些特殊的關注已被駁回，但總體關注仍然存在。

#### 全球暖化
人为因素造成大气成分改变，造成的气候变化将不同于地球的自然的气候周期，有可能产生无法恢复的灾难。

#### 礦產資源枯竭
由於目前正在開採和使用地球上有限的礦產資源；因此，整個世界經濟正在走向不可避免的未來崩潰，導致人類文明本身的滅亡。
:303f生態經濟學家和穩態理論家赫爾曼·戴利（Herman Daly）認為，世界經濟整體將走向不可避免的未來崩潰，從而導致人類文明本身的消亡。通過主張“⋯⋯我們所能做的就是避免浪費有限的創造能力來支持地球上現在和未來的生活”來提出同樣的論點。:370

#### 戰爭與大規模破壞
人們最常探索的場景是核戰爭和終極武器。錯誤的警報導致發動核攻擊是一種可能的情況。這幾乎發生在1983年蘇聯核警報誤報事件期間。儘管每年發生核戰爭的可能性很小，但從長遠來看，馬丁·赫爾曼教授卻認為這是不可避免的。除非可能性接近零，否則不可避免地會有一天，文明的運氣就會耗盡。在古巴飛彈危機期間，美國總統估計，核戰爭的機率“在三分之二到二分之一之間”。美國和俄羅斯總共擁有14,700枚核武器，估計全世界共有15,700枚核武器。除了核武器之外，對人類的其他軍事威脅包括生物戰（BW）。相比之下，化學戰雖然能夠造成多種局部災難，卻不太可能造成全球性災難。

#### 世界人口與農業危機
由於醫學的發展和農業生產率的大幅度提高，20世紀人口迅速增加。在1950年至1984年之間，隨著綠色革命改變了全球農業，世界穀物產量增長了250％。農業的綠色革命幫助糧食生產跟上了世界人口增長的步伐，或實際上促進了人口增長。綠色革命的能源是通過化石燃料以肥料（天然氣）、農藥（石油）和碳氫化合物灌溉的形式提供的。康奈爾大學生態與農業教授David Pimentel和美國國家食品與營養研究院（INRAN）的高級研究員Mario Giampietro在1994年的《食物、土地、人口和美國經濟》研究中，推算美國可持續經濟的最大人口為2億。該研究稱，為了實現可持續經濟並避免災害，美國必須至少減少三分之一的人口，而世界人口將必須減少三分之二。

### 非人為因素

#### 小行星撞擊
地球上曾经发生了多次重大的生物灭绝过程，特别是七千万年前的恐龙灭绝（第二大灭绝事件，终结了中生代），被认为起因于一次严重的小行星撞击；而现在占主导的地-月系起源学说也认为月球是来源于一次巨大的星体撞出的地幔碎片重新凝聚而成。因此如果地球遭受类似的撞击，轻者地球表面严重损毁，重者整个地球结构将重组甚至解体。

#### 宇宙威脅
近距离的超新星爆发會產生强大的光辐射和粒子流，因而影響到地球的安全。银河系的超新星爆发并不多，而近距离发生的概率更小。但是，据认为一颗近接地球的超新星引起的伽玛射线暴有可能是造成奥陶纪-志留纪灭绝事件的原因。此外，超新星爆发的位置也与其毁灭范围密切相关，只有发生在天球赤道面附近的超新星才会产生全球性照射，否则会在南极或北极附近出现一个射线轰击的盲区（在天极附近的超新星的盲区可达半个地球）。
外太空除了明亮的恒星，还有大量看不见的游移的褐矮星或木星级别的天体，如果其中一个穿过太阳系会造成巨大的引力扰动，如果它幸运地没引起星球撞击，也有可能造成地球轨道的变更，无论是更接近太阳还是更远离太阳都会引起可怕的气候灾难。由于目前对这种不发光的游星发现困难，因此对其真实数目了解有限。按目前的知识估算，其发生概率微乎其微。
虽然太阳违背数十亿年的规律发生异常喷发或爆炸等情况出现的几率几乎为零（地球历史上未曾发生），但是随着太阳走向衰老，会逐渐变热变大，最终吞噬内轨行星，而在这一过程中，地球将变得酷热难当而不适宜生物生存。十多亿年后就会达到毁灭性的酷热，而吞噬行星将发生于几十亿年后。
當地球自轉的切線速率接近光速時，地球自然被轉開來。然而，地球的自轉呈現減速趨勢，這個災難發生的機率非常之微小。
地磁消失或翻转将使地球表面失去磁保护层，直接暴露在太阳粒子辐射的轰击之下。不过这是否会造成如同某些影视作品描述的世界末日仍值得怀疑，因为地球历史上曾经发生过多次地磁翻转，但历史上曾出现的大小灭绝事件的时间与之并不重合。地磁骤变如果要造成毁灭性的破坏还需要与太阳爆发超级耀斑相配合，因此发生的概率极低。

#### 外星人入侵
聰明的外星生命（如果存在的話）可能會入侵地球，以滅絕和取代人類的生命，在殖民體系下奴役人類，竊取地球的資源，或徹底摧毀地球。
儘管從未獲得過外星生命的證據，但卡爾·薩根等科學家推測，存在外星生命的可能性很高。1969年，針對阿波羅計劃造成的生物污染可能性，將《地球外照射法》添加到了美國聯邦法規中。1991年將其刪除。科學家認為這種情況在技術上是可行的，但可能性不大。

#### 全球性瘟疫
在2014年，聯合國暫緩了對於甲型流感、MERS，和SARS的研究。有科學家對這種暫緩提出質疑，認為這種暫緩政策會導致人類在對抗病毒研究上的延誤並造成嚴重後果。(例如:2019-2020嚴重特殊傳染性肺炎疫情。)

#### 自然气候变化
地质历史上的气候变化，曾多次导致寒冷的冰期和全球暖化，有时候还导致海水缺氧或全球干旱，这些气候灾难被认为曾引起五大生物灭绝事件中相对较弱的三次，但比起完全改变地球生物圈的另两次（从古生代到中生代的转折和中生代向新生代的转折），没有造成全球性的毁灭，因此并不一定会造成完全意义上的世界末日。

#### 超级火山爆发
超级火山爆发有可能产生遮蔽全球阳光的效果，造成连续数十年的全球寒冬，全球性粮食绝收。形成西伯利亚暗色岩的火山爆发，是过去50亿年来，已知最大型的火山爆发之一，与二叠纪-三叠纪灭绝事件的时期相符合。该次灭绝事件造成90%的物种消失，是生物史上最严重的灭绝事件，终结了中生代。